# Alíz
Az Alíz női név az Aliz alakváltozata.

## Rokon nevek
Adelheid, Alexa, Alexandra, Alexandrin, Alexandrina, Alica, Alicia, Alícia,  Alisa, Aliz, Aliza, Alízia

## Gyakorisága
Az újszülötteknek adott nevek körében az 1990-es évekbeni előfordulásáról nincs adat. A 2000-es években nem szerepelt a 100 leggyakrabban adott női név között, de a 2010-es években már a 87-33. helyen szerepelt, népszerűsége nő.
A teljes népességre vonatkozóan az Alíz sem a 2000-es, sem a 2010-es években nem szerepelt a 100 leggyakrabban viselt női név között.

## Névnapok
június 29., augusztus 24., november 14.

## Híres Alízok
„Alíz” utónevű személyek szócikkeinek listája a Wikidata alapján